# Guaymallén
Guaymallén é um componente urbano que inclui os distritos que formam parte integrante da área metropolitana da Grande Mendoza dentro del Departamento Guaymallén, na província de Mendoza, na Argentina.